# Januszew
Januszew – wieś w Polsce położona w województwie mazowieckim, w powiecie sochaczewskim, w gminie Młodzieszyn. Ma status sołectwa.
| SIMC    | Nazwa               | Rodzaj    |
| ------- | ------------------- | --------- |
| 1057456 | Kępa Sempławska     | część wsi |
| 0731844 | Łęg-Januszew        | część wsi |
| 1057491 | Stara Kępa-Januszew | część wsi |

Prywatna wieś szlachecka Januszewo położona była w drugiej połowie XVI wieku w powiecie gąbińskim ziemi gostynińskiej województwa rawskiego. W latach 1975–1998 miejscowość administracyjnie należała do województwa skierniewickiego.
Niedaleko wsi Januszew Bzura wpada do Wisły.